# أهارون شالوش

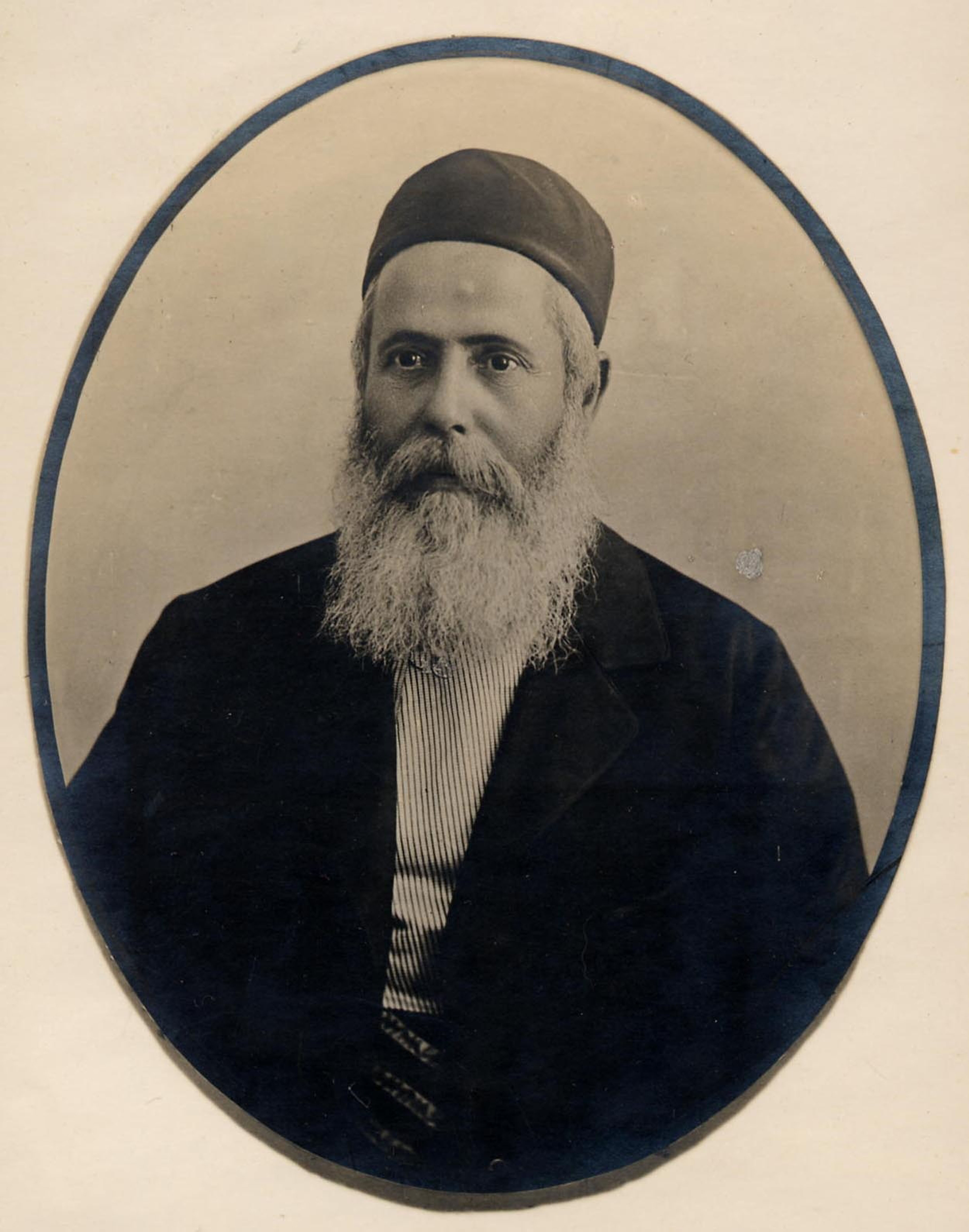

الحاخام أهارون شلوش (19 مايو 1840 - 7 أبريل 1920) أحد زعماء الطائفة السفارديمية في مدينة يافا، وأحد مؤسسي الحي الاستيطاني نيفي تسدك الذي أصبح الآن جزءًا من مدينة تل أبيب، كان مالك أرضي وصائغاً وصرافاً شجع الاستيطان اليهودي خارج أسوار المدينة وعميد عائلة شالوش التي لعبت دوراً مركزياً في إنشاء الأحياء اليهودية في يافا وفي تل أبيب.

## حياته
ولد الحاخام أهارون شلوش في شمال أفريقيا، وانقسمت الآراء حول ما إذا كان ولد في فاس في المغرب أو في مدينة وهران الساحلية في الجزائر. ترجع جذور عائلته إلى الترحيل البرتغالي. في أوائل الأربعينيات من القرن التاسع عشر هاجر إلى فلسطين مع والديه إبراهيم وسيمحا. استقرت العائلة أولاً في حيفا، ثم انتقلت إلى نابلس والقدس، واستقرت أخيرًا في يافا. توفي أبوه وهو في سن مبكرة. تعلم مهنة الصائغ بتوجيه من صهره ألتر لوريا. وبدأ في الوقت نفسه في الانخراط في التجارة أيضًا.

### مؤسس الأحياء اليهودية
في السبعينيات من القرن التاسع عشر، وبعد جمعه لرأس المال من أعماله، تحول الحاخام شلوش إلى تجارة الأراضي. في هذا المجال، عمل بشكل مستقل وبالشراكة مع اليهود الذين كانوا أعضاء في المجتمعات السفارديمية والمغاربية في يافا مثل حاييم أمزلاغ (من أصل مغربي برتغالي، شغل منصب القنصل البريطاني في يافا) ويوسف مويال من عائلة هاجرت من المغرب. اشترى أرضًا شمال شرق يافا، حيث بنى منزله الأول في عام 1883 في الجزء الشمالي من حي المنشية، وكانت البيئة التي بنى فيها المنزل مقفرة. ولهذا السبب، انتقلت العائلة للعيش فيه بعد بضع سنوات فقط، في عام 1887. وبعد خمس سنوات، في عام 1892، انتقل إلى بيت ميدوت الذي بناه على أطراف حي نفي تسدك والذي يُعرف الآن باسم بيت أهارون شالوش، والذي لا يزال قائماً حتى اليوم. كما أنشأ في هذا المنزل كنيسًا عائليًا لا يزال نشطًا حتى اليوم. البيت الأول الذي بناه تهدم في معارك حرب 1948 ولذلك نسي من القلب، ولهذا هناك من يشير إلى البيت الثاني الذي لا يزال قائما حتى اليوم باعتباره البيت الأول لعائلة شالوش خارج الأسوار يافا (وحتى أول بيت يهودي خارج أسوار يافا).
باع الحاخام شالوش العشرة أفدنة، التي تم تقسيمها إلى 48 قطعة أرض، بأفضل الشروط وفي دائرة لإلعازر وشمعون روكا وأعضاء عزرات يسرائيل الآخرين، التي بني عليها حي نفي تسدك عام 1887، وهو أول حي يهودي حي بني خارج أسوار يافا. فيما بعد، حي نفي شالوم، جزء من محانيه يهودا، جزء من محاني يوسف، حي أهرون (الذي سمي باسمه وأصبح فيما بعد كرم هتيمانيم) والحي اليمني في محانيه إسرائيل، حيث استقر بعض العليات الأوائل من اليمن. ، كما تم بناؤها على أرضه. كما قام بشراء قطعة أرض بعيدة عن الأحياء لإقامة مقبرة يهودية. هي المقبرة القديمة في شارع ترومبلدور والتي تبرع بها للمجتمع.
وقد ساعد الحاخام أهرون شلوش المستوطنين القادمين من روسيا ورومانيا ومنهم البلوييم الذين وصلوا إلى يافا عام 1882.
في عام 1890، كان جزءًا من مبادرة رائدة قام بها رؤساء الطوائف اليهودية المختلفة في يافا لإنشاء طائفة مشتركة، بحيث "لن يُقال بعد الآن الأشكناز والسفارديم". ولم تدم المبادرة طويلاً.
في عام 1892 انتقل إلى حي نفي تسدك وكان يسافر إلى يافا بعربة كل يوم إلى محل المجوهرات الذي كان يملكه. وفي إحدى المرات انقلبت عربته في الوادي، وأصيب. وأمر محافظ يافا، الذي سمع بالقضية، ببناء جسر سمي فيما بعد باسم شولوش. وتم بناء الجسر من قبل "الشركة الباريسية للأشغال العامة والبناء"، وهي الشركة الفرنسية التي قامت ببناء خط السكة الحديد من يافا إلى القدس، والذي تم الانتهاء منه في نفس العام.
كان لأهارون ولدان، هما أبراهام حاييم ويوسف إلياهو.